# Stipa martinovskyi
Stipa martinovskyi là một loài thực vật có hoa trong họ Hòa thảo. Loài này được Klokov miêu tả khoa học đầu tiên năm 1976.